# Романовка (Балахтинский район)
Романовка — упразднённая деревня в Балахтинском районе Красноярского края России. На момент упразднения входила в состав Грузенского сельсовета. Исключена из учётных данных в 2001 году.

## География
Располагалась на безымянном ручье притоке реки Тойлук, на расстоянии приблизительно 2,5 км по прямой к востоку от села Грузенка.

## История
Основана в 1900—1902 годах переселенцами из Орловской области. По данным на 1926 год деревня состояла из 61 хозяйств. В административном отношении входила в состав Грузенского сельсовета Балахтинского района Красноярского округа Сибирского края.
В 1930 году организован колхоз «Вторая пятилетка», который с 1951 года вошел в состав колхоза «Большевик». С 1961 года стала отделением Тюльковского совхоза. С 1981 г. была отделением Истреченского совхоза.

## Население
По данным переписи 1926 года в деревне проживало 373 человек (181 мужчина и 192 женщин), основное население — русские.
В 1961 году в деревне в 40 семьях здесь проживало 180 человек.